# Oldřich Kučera
Oldřich Kučera (* 1. Juli 1914 in Prag; † 2. Januar 1964 in Gstaad) war ein tschechoslowakischer Eishockeyspieler und -trainer, der während seiner aktiven Karriere unter anderem für den LTC Prag in der 1. tschechoslowakischen Liga gespielt hat.

## Karriere
Kučera war während der 1930er Jahre für den LTC Prag in der 1. tschechoslowakischen Liga aktiv. Sein Palmarès umfasst geringstenfalls die nationalen Meistertitel 1937 und 1938. Mit seinen Sturmpartnern Josef Maleček und Ladislav Troják bildete Kučera eine erfolgreiche Angriffsreihe, die ebenfalls in der Nationalmannschaft seines Heimatlandes gemeinsam auf dem Eis stand.
Von 1947 bis 1950 war Kučera als Spielertrainer beim SC Bern aktiv. 1950 emigrierte der Tschechoslowake nach Australien, ehe er sich 1962 der Seniorenmannschaft des SC Bern anschloss. In der Saison 1963/64 stand er in der Funktion des Cheftrainers beim EHC Olten hinter der Bande. Im Verlauf derselben Spielzeit, am 2. Januar 1964, verstarb Kučera in Gstaad an Herzinsuffizienz. Der Stürmer hatte zuvor während einer Partie der Seniorenmannschaft des SC Bern auf dem Eis einen Zusammenbruch erlitten.

### International
Für die Tschechoslowakei nahm Kučera an den Weltmeisterschaften 1933, 1934, 1935, 1936, 1937, 1938 und 1939 teil. Kučera, der gemeinsam mit Josef Maleček und Ladislav Troják eine torgefährliche Angriffsformation im Nationaltrikot bildete, absolvierte im Verlauf seiner Laufbahn insgesamt 37 Weltmeisterschaftsspiele mit 25 Torerfolgen und zwei Torvorlagen. 1933 und 1938 errang er mit der Tschechoslowakei jeweils die Bronzemedaille bei den Welttitelkämpfen. Außerdem nahm der Stürmer an den Olympischen Winterspielen 1936 teil, bei denen er mit der tschechoslowakischen Auswahl den vierten Platz belegte. Kučera trug mit sechs Toren in acht Partien zu diesem Erfolg bei.

## Erfolge und Auszeichnungen
- 1937 Tschechoslowakischer Meister mit dem LTC Prag
- 1938 Tschechoslowakischer Meister mit dem LTC Prag

### International
- 1933 Bronzemedaille bei der Weltmeisterschaft
- 1938 Bronzemedaille bei der Weltmeisterschaft